# Labracinus lineatus
Labracinus lineatus är en fiskart som först beskrevs av Castelnau, 1875.  Labracinus lineatus ingår i släktet Labracinus och familjen Pseudochromidae. Inga underarter finns listade i Catalogue of Life.